# Чибрарио, Джованни Антонио Луиджи
Джованни Антонио Луиджи Чибрарио (итал. Giovanni Antonio Luigi Cibrario; 23 февраля 1802, Турин — 1 октября 1870, Роэ-Вольчано) — итальянский политический и государственный деятель, историк , нумизмат, судья, Министр иностранных дел Королевства Сардиния (1855—1856), Министр финансов Королевства Сардиния (1852), Министр народного образования Королевства Сардиния (1852—1855). Сенатор.
Родом пьемонтец. Окончил Туринский университет.
Служил по финансовому ведомству; выступил в печати со статьями политического характера, сделавшими его известным королю Карлу-Альберту. 
В июле 1848 г. был послан в Венецию в качестве королевского комиссара, где в августе провозгласил её присоединение к королевству Сардинскому. В 1850 г., находясь во главе управления таможнями, ввёл правильную статистику торговли; принял деятельное участие в заключении торгового договора с Францией. В кабинете Массимо Д’Адзельо, образованном в мае 1852 г., занимал пост министра финансов,  в ноябре того же года  стал министром просвещения, потом министром иностранных дел; в мае 1856 г. вышел в отставку, вследствие разногласия с премьером Кавуром по основным вопросам иностранной политики. 
В качестве сенатора он, однако, и позже поддерживал Кавура. Многочисленные исследования Чибрарио, преимущественно по истории Италии, помещены в «Atti» туринской академии. Наиболее значительные его работы: «Della economia politica del medio evo» (Турин, 1839; 5изд., 1861); «Storia della monarchia di Savoia» (Турин, 1840—44); «Delle artiglierie dal 1300 al 1700» (3 изд., 1854); «Storia di Torino» (1847); «Ricordi da una missione in Portogallo al re Carlo-Alberto» (1850); «Origine e progressi delle istituzioni della monarchia di Savoia» (2 изд., 1868); «Epigrafi latine ed italiane» (1867); «Della schiavitú e del servaggio e specialmente dei servi agricoltori» (1868—69).